# Zdzisław Kręgielski

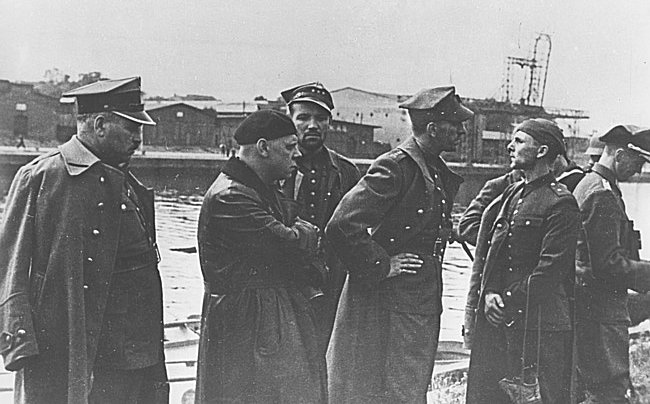
Polscy oficerowie po kapitulacji Westerplatte, 7 września 1939.
Od lewej: chor. Edward Szewczuk, por. Stefan Grodecki, kpt. Mieczysław Słaby, kpt. Franciszek Dąbrowski, ppor. Zdzisław Kręgielski

Zdzisław Kręgielski (ur. 15 września 1912 w Skokach, zm. 31 lipca 1987 w Poznaniu) – podporucznik Wojska Polskiego II RP, obrońca Westerplatte, odznaczony Orderem Virtuti Militari.

## Życiorys
Był synem Wiktora i Jadwigi z Rataszewskich. W 1933 uzyskał małą maturę w Gimnazjum Humanistycznym im. św. Barbary w Chodzieży. We wrześniu tego samego roku rozpoczął dywizyjny kurs podchorążych rezerwy piechoty przy 59 Pułku Piechoty Wielkopolskiej w Inowrocławiu, który ukończył w kwietniu 1934. Następnie odbył kurs aplikacyjny przy 62 Pułku Piechoty w Bydgoszczy i 15 października 1934 został przyjęty do Szkoły Podchorążych Piechoty w Ostrowi Mazowieckiej. Po jej ukończeniu, 15 października 1936 został mianowany podporucznikiem.
Służbę oficera rozpoczął w 69 Pułku Piechoty w Gnieźnie jako dowódca plutonu piechoty. 4 sierpnia 1939 został przeniesiony do Wojskowej Składnicy Tranzytowej na Westerplatte, gdzie objął dowództwo placówki „Przystań”. Placówka ta miała za zadanie blokowanie przejścia przez kanał od strony południowo-zachodniej, wspomagała również ogniem wartownie nr 1 i 2. Placówka istniała do ostatniego dnia obrony i nie została zdobyta przez Niemców.
Po kapitulacji Westerplatte, do 1945 przebywał w oflagach w Lienzu w Austrii i Woldenbergu (II C). Po wyjściu z niewoli znalazł się w Gnieźnie, gdzie w marcu 1945 jako oficer znający się na przysposobieniu wojskowym, został zatrudniony w charakterze instruktora wychowania fizycznego w Zarządzie Miejskim Związku Walki Młodych. W kwietniu Komisja Wojskowa w Łodzi zweryfikowała go do stopnia porucznika i skierowała do służby w LWP. Od maja 1945 do września 1946 służył w Gdyni–Oksywiu jako instruktor w Szkole Specjalistów Morskich Marynarki Wojennej. W marcu 1947 został zwolniony z wojska jako „element klasowo niepewny”. Ponadto jako przedwojenny oficer nie miał możliwości uzyskania stałej pracy. Od kwietnia 1947 pracował dorywczo. Przez krótki okres był współwłaścicielem firmy rybackiej „Rekin” na Helu, a następnie został agentem w gdyńskim przedsiębiorstwie „Orkan”.
W 1949 wyjechał wraz z żoną do Poznania, gdzie uzupełnił wykształcenie w wieczorowym zaocznym technikum budowlanym. Do emerytury pracował na stanowiskach urzędniczych, głównie w przedsiębiorstwach związanych z budownictwem. Na początku lat 80. Dowództwo Marynarki Wojennej nadało mu stopień komandora porucznika w stanie spoczynku.
Zmarł 31 lipca 1987 w Poznaniu i został pochowany na cmentarzu Junikowo.

### Rodzina
Od 1948 był żonaty z Janiną (z d. Bruzda). Miał z nią córkę Danutę (ur. 1949, zm. 1979) i syna Michała (ur. 1960).

## Odznaczenia
- 1945 Srebrny Krzyż Orderu Virtuti Militari
- 1946 Medal za Odrę, Nysę, Bałtyk

Medal Zwycięstwa i Wolności 1945
Odznaka Grunwaldzka
- Złoty Krzyż Zasługi
- Medal 10-lecia Polski Ludowej
- Medal 30-lecia Polski Ludowej
- Odznaka Przodownika Pracy
- Złota Odznaka Związków Zawodowych

## Film
W wyreżyserowanym przez Stanisława Różewicza filmie fabularnym Westerplatte w postać ppor. Zdzisława Kręgielskiego wcielił się Andrzej Zaorski.